# Vasak de Syunik
Vasak de Siounie, también conocido como Vasak de Siwnik o Vasak Siouni en  armenio Վասակ Սյունի; muerto en 452, es un Siouni de 410 a 452 y el segundo marzbân de 442 a 452. Pertenece a la familia Siouni.

## Biografía
Hijo del príncipe Babik (384/385-404), es sobrino de la reina Pharantzem, esposa de Arsace II de Armenia, rey de Armenia según Cyril Toumanoff. Christian Settipani observaba que Toumanoff se basa en la genealogía dada por el historiador Stépanos Orbélian, que presenta inconsistencias, como siete generaciones que se suceden en el espacio de 80 años. Corrige los datos orbelianos con otras fuentes: Babik, el hermano de la reina Pharantzem sólo está atestiguado hasta el año 374. Moisés de Joren cuenta que Babik tenía un hijo, Dara, que era generalísimo de Arsace III de Armenia y fue asesinado en 385. El próximo príncipe es Valinak, asesinado por su sobrino Vasak. Christian Settipani deduce que Vasak de Siunie es el sobrino de Dara y Valinak, y el nieto de Babik.
Según Elišé Vartabed, 

Vasak (...) no había obtenido legalmente el principado de Siwnik`, pero había matado, a través de la traición y la intriga, a su tío Valinak y luego se hizo cargo del título

En 428, a petición del Najarark de Armenia, el rey sasánida Vahram V decidió deponer al rey Artaxias IV de Armenia y abolir la monarquía arsácida en Armenia. Para gobernar este antiguo reino que se había convertido en una provincia, nombró al señor iraní Veh Mihr Chapour con el título de marzbân. Los grandes señores feudales armenios, como Archavir Kamsarakan, Sahak II Bagratouni, Vasak Siouni, Vardan II Mamikonian y Nerchapouh Arçrouni, conservaron un lugar preponderante en los asuntos del país. Veh Mihr Chapour murió en 442, después de una administración considerada justa y liberal, habiendo sido capaz de mantener el orden sin ofender el sentimiento nacional de frente. Fue reemplazado por Vasak de Siounie, que había mostrado posiciones favorables a los persas.
Vahram V había permitido el mantenimiento del cristianismo en Armenia, mientras buscaba separar la Iglesia Apostólica armenia de la influencia de Bizancio y unirla a la Iglesia de Siria. Su hijo y sucesor, Yazdgard II, por el contrario, es un pietista mazdeano y se propuso imponer el mazdeísmo a toda la población de Armenia, apoyándose en Varazvahan, yerno de Vasak de Siunia. Comenzó enviando los contingentes armenios al frente de las guerras contra los heftalitas de Shvetahuna, degradando a los señores armenios que se negaban a convertirse, e incluso torturando a los "nakhararks" que celebraban su fe sin discreción. Luego, en 449, se emitió un edicto en el que se ordenaba a los armenios a abrazar la fe mazdeista. El episcopado y la nobleza armenia se reunieron y enviaron una respuesta colectiva al rey persa asegurando la absoluta obediencia de Armenia, pero rechazaron cualquier idea de apostasía.
En respuesta a este manifiesto, Yazdgard II convocó a los principales nakharark, incluido el marzban Vasak de Siunia. Los recibe fríamente y les exige que hagan las postraciones requeridas por el rito mazdeano ante el Sol. Por consejo de un oficial cristiano de la corte, las realiza, pero implicando que se dirigen sólo al verdadero Dios, incluso si Vardan II Mamikonian era reacio a hacerlo y lo hizo sólo después de la insistencia de los demás. Convencido de la sinceridad de su conversión, Yazdgard II los envió de vuelta a Armenia, acompañado de los sacerdotes de Mazdeán encargados de convertir al pueblo armenio, construir templos en las ciudades y transformar las iglesias en pirámides y cerrar las otras.
La resistencia comenzó en el clero, se extendió a la población y finalmente condujo a los "nakhararks". Este último, reacio, consultó a Vasak de Siunie, que quería mantener las buenas gracias de los persas y les animó a no unirse a la revuelta. Vardan Mamikonian, dividido entre su fe cristiana y su lealtad al rey persa, decidió establecerse en territorio bizantino, pero el marzban Vasak, incapaz de dejar pasar al clan más poderoso bajo la influencia bizantina, le rogó que regresara. Regresó, pero decidió organizar una revuelta general. Sorprendido por la magnitud de la revuelta, Vasak de Siunia fue obligado a unirse. Sorprendidos, las guarniciones persas fueron masacradas.
Los persas reaccionaron enviando uno de sus ejércitos a Aghbania. El patriarca jefe, Hovsep I de Holotsim, y los principales Nakhararks, liderados por Vasak de Siunia, enviaron una embajada a Constantinopla para pedir ayuda. Pero el Imperio Romano se enfrentó entonces a la amenaza de los hunos de Atila y no pudo intervenir. Los armenios se encontraron solos y se organizaron para enfrentarse a los persas. Vardan Mamikonian tuvo cierto éxito, pero Vasak se aprovechó de ello para tomar el control de las fortalezas armenias y mantener como rehenes a los niños de las casas hostiles a su política. Vardan Mamikonian regresa entonces a la provincia de Ayrarat, que Vasak evacua después de haber agotado sus suministros. Por falta de suministros, Vardan Mamikonian se vio obligado a dispersar sus tropas.
Vasak fue a la corte del rey de Persia y obtuvo un edicto de tolerancia para el culto cristiano en Armenia y una amnistía para los rebeldes. Vardan continuó la revuelta, pero fue asesinado en la batalla de Avarayr en 451. Yazdgard II retiró el cargo de "marzban" de Vasak y se lo dio a un iraní de nombre "Adhour Hordmidz" y convocó a los "nakhararks" a los tribunales. Vasak, que esperaba honores por su política iranófila, fue encarcelado y arrojado a una mazmorra donde murió poco después por enfermedad. El Siunia se lo dio a su yerno Varazvahan. Los nakhararks fueron encarcelados en Hyrcania y mantenidos como rehenes para asegurar la docilidad de Armenia.